# Camp de concentration de Colditz
Le camp de concentration de Colditz est un camp de concentration nazi. C'est l'un des premiers camps de la Saxe et il reçoit essentiellement des prisonniers marxistes. Il ouvre le 21 mars 1933 dans le château de Colditz, devient une annexe du camp de Sachsenburg le 31 mai 1934 et est démantelé le 18 août 1934.

## Histoire
Après l'incendie du Reichstag, le ministre de l'Intérieur de Saxe donne le 1er mars 1933 des instructions pour faire des perquisitions chez tous les fonctionnaires communistes. En cas de détection d'armes et de matériel suspect, le suspect est placé en détention préventive. Dans le même temps, les réunions, l'impression et la distribution des écrits et du matériel du Parti communiste d'Allemagne sont interdits. Déjà le 27 février, les réunions publiques et les levées de fonds pour le KPD avaient été suspendues. Maintenant les événements privés sont concernés par cette interdiction, le KPD est mis dans la clandestinité.
À la suite de ces instructions, la police, la SS et les SS font de nombreuses perquisitions chez des fonctionnaires communistes classés suspects. Un camp devient nécessaire.
Lorsqu'aux élections législatives allemandes de mars 1933 le KPD a un nombre important de votes, l'action contre les responsables du KPD est plus forte. Par ailleurs, le SPD est interdit le 13 mars et le SAP le 17. Le 25 mars, le Landeskriminalamt de Saxe crée un office contre le bolchévisme.
Au cours de cette période, le nombre de détenus augmente considérablement, de sorte que dans le château de Colditz, un camp de concentration ouvre le 21 mars 1933. Après la fermeture le 19 mai 1933 du camp de concentration d'Oschatz, ses occupants sont transférés au camp de concentration de Colditz après une répression à Penig, Waldenburg, Chemnitz et dans les monts Métallifères. 600 prisonniers sont détenus dans le camp de concentration de Colditz. D'autres transferts ont lieu.
Le camp aurait dû être fermé à la mi-janvier 1934, sur ordre du ministère de l'intérieur de Saxe (de), mais cela n'a été effectif que le 31 mai. À cette date, il restait sur le site 66 prisonniers d'un commando de travail, et le camp a été rattaché à celui de Sachsenburg. Son registre général indique des entrées et des sorties jusqu'au 15 août. Il est impossible de savoir si des prisonniers y ont été détenus ensuite.

## Prisonniers célèbres
- Bruno Apitz, KPD, écrivain
- Walter Barth (de), KPD, compositeur
- Herbert Bergner (de), KPD
- Franz Boldt (de), KPD, fonctionnaire de Lugau
- Otto Engert (de), KPD, membre du Parlement de Saxe
- Kurt Frölich, KPD, secrétaire de Dresde-Leuben.
- Carl Friedrich Goerdeler, DNVP, maire de Leipzig
- Hugo Gräf (en), KPD, membre du Comité central
- Erwin Hartsch, SPD, député du Reichstag
- Arno Haufe, SPD, membre du Parlement de Saxe
- Arthur Holke (de), anarchiste
- Rudolf Jahn (de), KPD, membre du district de Saxe
- Johannes König (de), KPD, rédacteur en chef de Der Kämpfer
- Johann Knöchel (de), KPD, député du Reichstag
- Kurt Kresse (de), KPD, membre du district de Saxe occidentale
- Hermann Liebmann (en), SPD, membre du Parlement de Saxe
- Hans Riesner (de), KPD
- Richard Schneider (de), KPD, député du Reichstag
- Paul Schwarze (de), KPD, fonctionnaire de Dresde
- Bruno Sommerer (de), KPD
- Walter Trautzsch, KPD, fonctionnaire de Lengefeld
- Waldemar Verner (en), KPD
- Gustav Adolf Weigand (de), KPD, fonctionnaire de Penig